# 10. prosinca
10. prosinca (10. 12.) 344. je dan godine po gregorijanskom kalendaru (345. u prijestupnoj godini).
Do kraja godine ima još 21 dan.

## Događaji
- Svake godine na taj se dan dodjeljuje Nobelova nagrada za dostignuća na polju fizike, kemije, medicine, književnosti i za mir.
- 1879. – Iz Pule je Johann Palisa otkrio veliki tamni asteroid glavnog pojasa, a nazvao ga je 211 Isolda po Izoldi iz legende o Tristanu i Izoldi.
- 1936. – Britanski kralj Eduard VIII. odrekao se prijestolja.
- 1948. – Opća skupština UN-a prograsila je Opću deklaraciju o pravima čovjeka, nakon što su je potpisale sve dotadašnje članice UN-a, a u budućnosti se na ovaj dan slavi Međunarodni dan ljudskih prava
- 1954. – Sklopljen je Novosadski dogovor, koji je pridonio jezičnom unitarizmu, nazivajući dva jezika hrvatski i srpski zajedničkim imenom s dvjema varijantama i kojim je počelo potiskivanje hrvatskog jezika.
- 1991. – Pokolj u selu Čanak u Lici: četnici i pripadnici JNA pobili hrvatske civile.
- 1993. – Iz Zagreba uz pratnju predstavnika Katoličke Crkve prema opkoljenim Hrvatima u Lašvanskoj dolini na četrnaestodnevni put krenuo konvoj „Bijeli put za Novu Bilu i Bosnu Srebrenu“.
- 2018. – Svemirska letjelica Voyager 2 izašla iz heliosfere i ušla u uvjete međuzvjedanog prostora.

| - 1806. – Pavao Štoos, svećenik pjesnik i narodni preporoditelj († 1862.) - 1821. – Nikolaj Nekrasov, ruski pjesnik († 1878.) - 1862. – Srećko Albini, hrvatski skladatelj i dirigent († 1933.) - 1870. – Adolf Loos, austrijsko-češki arhitekt († 1933.) - 1892. – Marija Petković, časna sestra proglašena blaženom, utemeljiteljica redovničke zajednice Kćeri Milosrđa sv. Franje, jedine redovničke zajednice osnovane u Hrvatskoj. - 1908. – Olivier Messiaen, francuski skladatelj i orguljaš († 1992.) - 1966. – Tomislav Grahovac, hrvatski odvjetnik i sportski djelatnik - 1984. – Frano Ridjan, hrvatski televizijski voditelj | - 1879. – Ante Kuzmanić, hrvatski liječnik, publicist, preporoditelj (* 1807.) - 1889. – Ante Kovačić, hrvatski književnik (* 1854.) - 1896. – Alfred Nobel, švedski kemičar, pronalazač, filantrop, mirotvorac, kozmopopolit i industrijalac, na čiju se godišnjicu smrti svake godine dodjeljuje Nobelova nagrada (* 1833.) - 1909. – Crveni Oblak, poglavica Oglala (* oko 1822.) - 1936. – Luigi Pirandello, talijanski književnik (* 1867.) - 1951. – Anton Durković, rumunjski biskup hrvatskog i austrijskog podrijetla (* 1888.) - 1984. – Ljudevit Pelzer, hrvatski arhitekt (* 1912.) - 1991. – Karlo Metikoš, hrvatski glazbenik (* 1940.) - 1999. – Franjo Tuđman, hrvatski političar i predsjednik (* 1922.) - 2006. – Augusto Pinochet, čileanski diktator (* 1915.) - 2019. – Marie Fredriksson, švedska pjevačica (* 1958.) - 2024. – Siniša Švec, hrvatski radijski voditelj (* 1963.) |

## Blagdani i spomendani
- Dan ljudskih prava
- Gospa Loretska[1]